# Basarab (métro de Bucarest)
Pour les articles homonymes, voir Basarab.
Basarab est une station de métro roumaine des lignes M1 et M4 du métro de Bucarest. Elle est située  Sector 1, dans le nord-ouest du centre de la ville de Bucarest. Elle dessert notamment la gare de Basarab.
Elle est mise en service en 1992 et complétée en 2000.
Exploitée par Metrorex elle est desservie par les rames des lignes M1 et M4, qui circulent quotidiennement entre 5 h 0 et 23 h 0 (heure de départ des terminus), et permet des correspondances faciles entre ces deux lignes. Des stations du Tramway de Bucarest et des arrêts de trolleybus et bus sont situés à proximité.

## Situation sur le réseau
Établie en souterrain la station Basarab dispose d'une plateforme de passage avec quatre voies et deux quais centraux. les deux voies centrales sont utilisées par la ligne M1 et les deux aux extrémités par la ligne M1. Chacun des deux quais est donc desservi par les deux lignes pour faciliter les correspondances des voyageurs.
Sur la ligne M1, Basarab est située entre les stations Gara de Nord, en direction de Dristor 2, et Crângași, en direction de Pantelimon. Sur la ligne M4, Basarab est située entre les stations Grivița, en direction de Parc Bazilescu, et Gara de Nord le terminus.

## Histoire
La station de Basarab est mise en service en janvier 1992 sur un tronçon de ligne devenu depuis celui de la M1. 
L'ensemble de la plateforme avec ses quatre voies et ses deux quais centraux est livré à l'exploitation le 1er mars 2000, lors de l'ouverture du prolongement de la ligne M4 de 1 mai à Gara de Nord. Sa conception a été faite pour faciliter les correspondances voyageurs entre les lignes M1 et M4, du fait qu'elle n'est pas possible dans la station de Gara de Nord.

## Service des voyageurs

### Accueil
La station dispose de deux bouches de métro de chaque côté des voies du chemin de fer. L'une donne Șoseaua Orhideelor et l'autre sur Calea Griviței. Des escaliers, ou des ascenseurs pour les personnes à mobilité réduite, permettent de rejoindre la salle des guichets et des automates pour l'achat des titres de transport (un ticket est utilisable pour un voyage sur l'ensemble du réseau métropolitain).

### Desserte
À la station Basarab, la desserte quotidienne débute avec le passage des rames parties des stations terminus des lignes M1 et M4 à 5 h 0 et se termine avec le passage des dernières rames ayant pris le départ à 23 h 0 des stations terminus.
Les deux quais centraux sont desservis du côté central de la plateforme par la ligne M1 et du côté le plus extrême par la ligne M4 ce qui facilite les correspondances.

### Intermodalité
La bouche Șoseaua Orhideelor permet d'accéder à la gare de Basarab, desservie par des trains de banlieue, à la station de tramway des lignes 35 et 44, ainsi qu'aux arrêts de bus des lignes 105, 133, 178, 282 et 780. La bouche Calea Griviței est proche des arrêts des trolleybus (lignes 65 et 86) et des bus (lignes 105, 282 et N117).

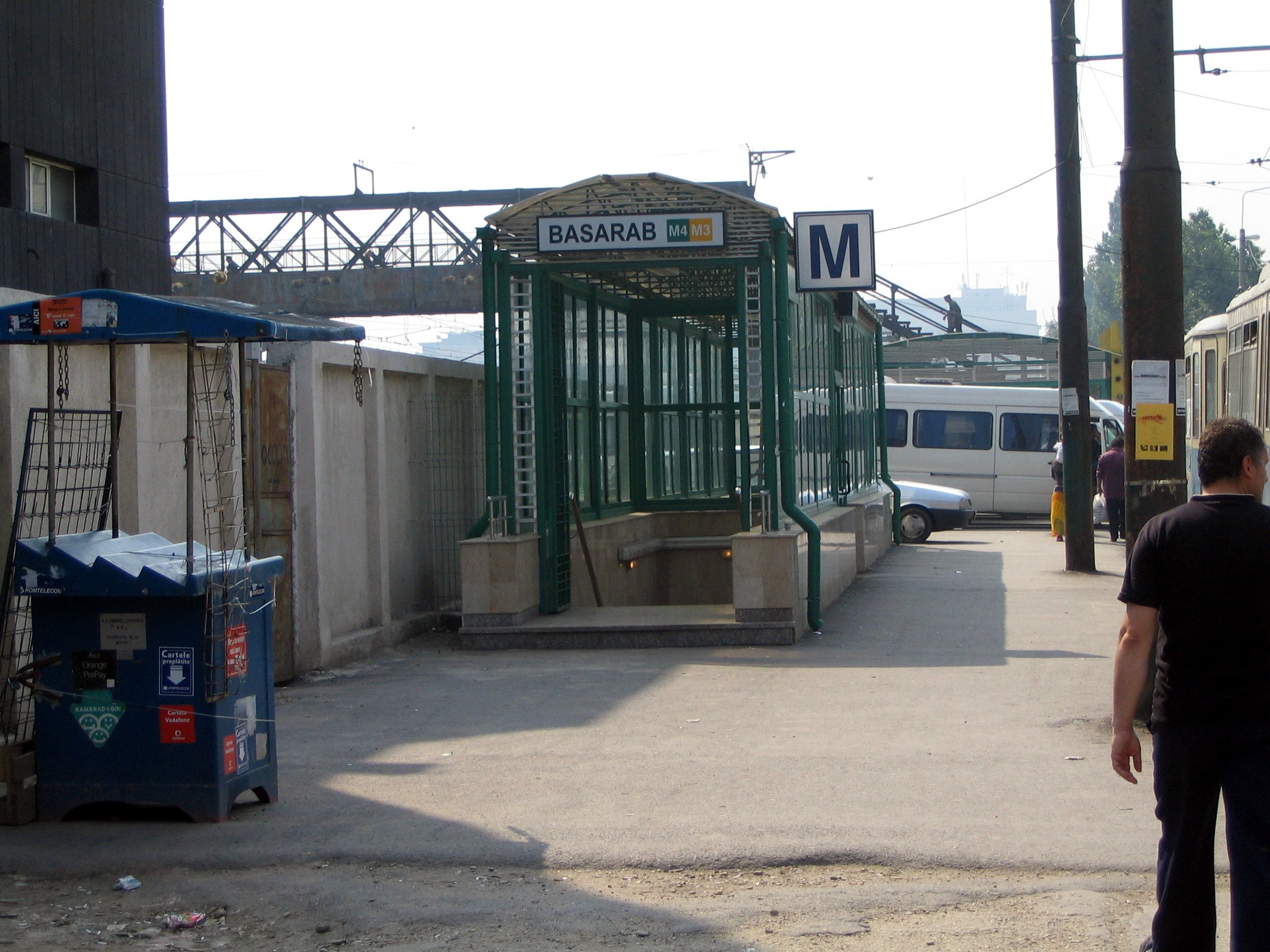
Bouche près de la gare de Basarab.
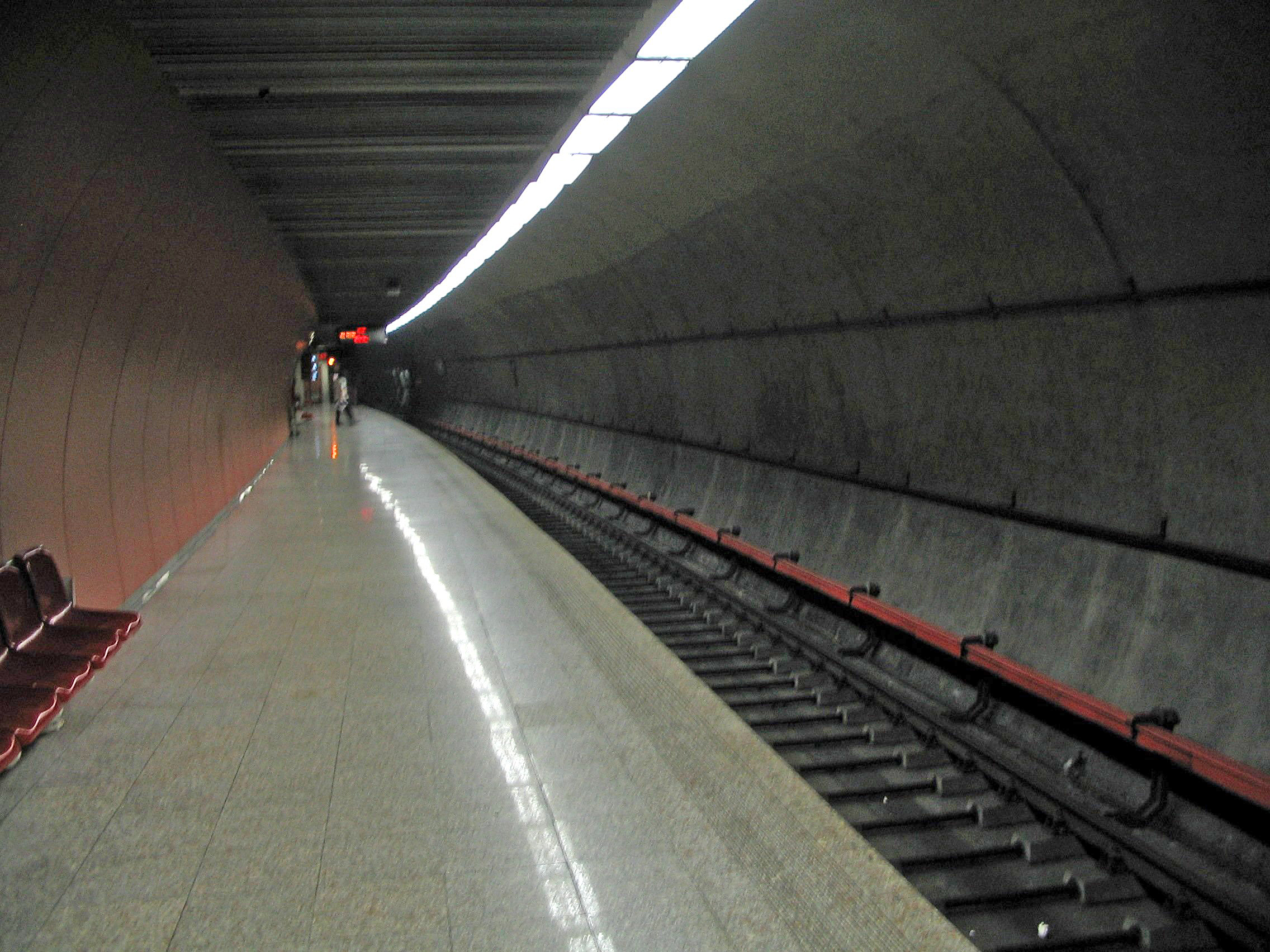
Un quai de la ligne M4.